# Мар'їне (Бериславський район)
Ма́р'їне — село в Україні, у Високопільській селищній громаді Бериславського району Херсонської області. Населення становить 130 осіб.

## Історія
12 червня 2020 року, відповідно до Розпорядження Кабінету Міністрів України від № 726-р «Про визначення адміністративних центрів та затвердження територій територіальних громад Херсонської області», увійшло до складу Високопільської селищної громади.
19 липня 2020 року, в результаті адміністративно-територіальної реформи та ліквідації Високопільського району, увійшло до складу Бериславського району.
24 лютого 2022 року село опинилося під російською окупацією в ході повномасштабного вторгнення Росії в Україну. Визволене від окупантів в кінці березня 2022 року.

## Населення
Згідно з переписом УРСР 1989 року чисельність наявного населення села становила 125 осіб, з яких 59 чоловіків та 66 жінок.
За переписом населення України 2001 року в селі мешкало 130 осіб.

### Мовний склад
Рідна мова населення за даними перепису 2001 року:
| Мова       | Чисельність, осіб | Доля     |
| ---------- | ----------------- | -------- |
| Українська | 120               | 92,31 %  |
| Російська  | 6                 | 4,61 %   |
| Молдовська | 4                 | 3,08 %   |
| Разом      | 130               | 100,00 % |

## Постаті
- Коновал Олександр Андрійович (* 1946) — український педагог, кандидат фізико-математичних наук, доктор педагогічних наук, професор.